# La Bâthie
La Bâthie és un municipi francès de la regió d'Alvèrnia-Roine-Alps, departament de la Savoia.